# Јован Комнин (стратег Драча)
Јован Комнин (грчки: Ἰωάννης Κομνηνός; око 1074. - после 1105) је био византијски војсковођа и дука Драча у служби цара Алексија Комнина (1081-1118).

## Биографија
Јован је рођен око 1074. године као најстарији син старијег брата византијског цара Алексија (1081-1118), Исака Комнина и његове грузијске жене Ирине Аланије. Године 1081. Алексије је предложио склапање брака између Јована и немачке принцезе, ћерке Хенрика IV (1056-1105), али је договор пропао. Јован је 1091. године постављен од стране Алексија на место дуке Драча уместо Јована Дуке који је добио титулу мега дукса и заповедништво над византијском флотом. Драч је био веома значајан град. Сматран је "кључем Албаније". Нормани су га користили приликом напада на Балкан. Убрзо по ступању на дужност, Јован је оптужен од стране Теофилакта Охридског за заверу против цара. Да би се одбранио од оптужбе, Јован је оптутовао у Филипопољ где се налазио Алексије. Алексије је одбацио сваку сумњу и вратио Јована на место дуке Драча.
Јован је 1094. године водио рат против Срба под великим жупаном Вуканом. Имао је мало војничког искуства. Дао је Вукану драгоцено време ступајући у непотребне преговоре. Вукан је време искористио да организује своје снаге и нападне Византинце у близини Липљана. Нанео им је тежак пораз. Јован је отпутовао у Цариград да оправда свој пораз. Алексије га није разрешио дужности. Јован је 1096. године примио Ига од Вермандоа, крсташа чији су се бродови насукали на јадранској обали у близини Драча. Јован је вероватно био дука драчки и 1105/6. године када је Ана Комнина забележила један пораз византијске војске од Срба. Због претње Боемунда Тарентског, цар је сменио Јована његовим млађим братом Алексијем.